# Maubeugia
Maubeugia — вимерлий рід траверсодонтидових цинодонтів з пізнього тріасу Франції. Ізольовані зуби після ікла відомі в Сен-Ніколя-де-Порт на північному сході Франції. Типовий вид M. lotharingica був названий у 1997 році. Поряд із зубами маубеугії було знайдено багато інших зубів цинодонтів, у тому числі зубів дроматериїд, пробаіногнатідів та інших траверсодонтидів. Розмір його зубів вказує на те, що Маубеугія була карликовим траверсодонтидом. Поклади, в яких були знайдені зуби, вказують на те, що він жив уздовж берегової лінії океану.